# Raghuva confertissima
Raghuva confertissima là một loài bướm đêm trong họ Noctuidae.